# トガニー
トガニー（英：Toganee）は、カナダ北西部のクロンダイク地方に見られるそり犬である。20世紀前半の文献では、独立の犬種として記録されていた。
容姿はマッケンジー・リバー・ドッグとティンバーウルフ・ドッグの中間のようであるといわれる。体高65cm前後、体重約40kgの大型犬で、、非常に力が強くスタミナもある。首から背中にかけて長く硬い被毛を持ち、毛色は黒・白・タンの3色のトライカラーで、目の上にタンのマーキングが入っている。